# سيروا
سيروا هي جماعة قروية في إقليم ورززات ضمن درعة تافيلالت بالمغرب. كان مجموع عدد سكان «جماعة سيروا» 9.633 نسمة يعيشون في 1.482 أسرة.(تعداد السكان الرسمي 2004)